# Фалейчик, Андрей Михайлович
Андрей Михайлович Фалейчик (род. 29 апреля 1980, Челябинск, РСФСР, СССР) — российский политический и государственный деятель. Глава Копейского городского округа с 20 июня 2019 года.

## Биография
Андрей Михайлович Фалейчик родился 29 апреля 1980 года в Челябинске. После школы закончил Южно-Уральский государственный университет по специальности «инженер-строитель».
Начинал трудовую деятельность мастером сантехнических работ в ПЖРЭУ, работал главным специалистом в Министерстве по радиационной и экологической безопасности Челябинской области. С марта 2018 года занимал должность замминистра — начальника управления Министерства строительства и инфраструктуры Челябинской области.
5 февраля 2019 года Андрей Фалейчик был назначен на должность заместителя главы Копейского городского округа по жилищно-коммунальным вопросам.
После досрочного прекращения полномочий мэра Копейска Владимира Можина Собрание депутатов Копейского городского округа 28 марта 2019 года назначило Фалейчика временно исполняющим обязанности главы города.
Имеет чин советника государственной гражданской службы Челябинской области 1 класса.